# Movimiento Democrático de Pakistán
El Movimiento Democrático de Pakistán(en urdu: پاکستان ڈیموکریٹک موومنٹ), o PDM, es una coalición de partidos políticos en Pakistán. Fue fundado en septiembre del 2020 como un movimiento contra el entonces primer ministro Imran Khan, acusando a su régimen de mal gobierno, victimización política de los opositores y mala gestión de la economía y la política exterior. A la lucha también se unieron varios miembros disidentes del propio partido de Khan, Pakistan Tehreek-e-Insaf (PTI). El 10 de abril del 2022, la coalición logró expulsar a Khan a través de una moción de censura,  luego de lo cual el PDM formó su propio gobierno, eligiendo al líder de la oposición Shehbaz Sharif como primer ministro del país.
El presidente de PDM es Fazal-ur-Rehman y el portavoz es Hafiz Hamdullah, ambos de Jamiat Ulema-e-Islam (JUIF). Shahid Khaqan Abbasi de la Liga Musulmana de Pakistán (PMLN) es el Secretario General, Mahmood Khan Achakzai del Partido Pashtunkhwa Milli Awami (PMAP) es el vicepresidente, y Aftab Sherpao del Partido Qaumi Watan (QWP) es el vicepresidente Senior de la alianza. El exvicepresidente senior de PDM fue Raja Pervaiz Ashraf del Partido Popular de Pakistán (PPP), mientras que el ex portavoz fue Mian Iftikhar Hussain del Partido Nacional Awami (ANP).

## Antecedentes
El PDM es un movimiento político que se basó en las acusaciones de manipulación en las elecciones generales paquistaníes del 2018, que ganó Pakistan Tehreek-e-Insaf de Imran Khan. La agenda principal de PDM fue la narrativa de que Imran Khan había administrado mal la economía, lo que resultó en un aumento de la inflación en el país y que el aumento de precios afectó la vida de los paquistaníes comunes. Los líderes del PDM afirmaron que Qamar Javed Bajwa, el jefe del ejército de Pakistán, y Faiz Hameed, jefe de los servicios de inteligencia (ISI), fueron los responsables de "seleccionar" a Imran Khan para el cargo.
Sin embargo, el gobierno de Imran Khan sostuvo que el movimiento estaba motivado por una serie de casos de corrupción contra los líderes de los partidos políticos que habían gobernado Pakistán anteriormente, a saber, la Liga Musulmana de Pakistán (PMLN) y el Partido Popular de Pakistán (PPP). Además, según Imran Khan, la oposición nunca apeló a los órganos legales para disputar las elecciones, como lo hizo su partido PTI en las elecciones generales de 2013. En repetidas ocasiones afirmó que la oposición exigía amnistía en virtud de la Ordenanza de Reconciliación Nacional (NRO), a pesar de las declaraciones de la oposición de que no deseaban tal ley.

### Formación
El 20 de septiembre del 2020, Bilawal Bhutto Zardari, presidente del Partido Popular de Pakistán, de centroizquierda, organizó una “conferencia de todos los partidos” en el Islamabad Marriott Hotel para formar una gran alianza política y planificar una estrategia para reemplazar al gobierno del PTI. Fazal-ur-Rehman, un duro crítico del establecimiento militar, leyó la resolución de 26 puntos adoptada por los asistentes.